# Pomabamba (tỉnh)
Tỉnh Pomabamba (tiếng Tây Ban Nha: Provincia de Pomabamba) là một tỉnh thuộc vùng Ancash của Peru. Tỉnh Pomabamba có diện tích 914 km², dân số thời điểm theo điều tra dân số ngày 11 tháng 7 năm 1993 là 26276 người. Tỉnh lỵ đóng ở Pomabamba.